# 浣东街道
浣东街道，中国浙江省绍兴市诸暨市下辖的一个街道。

## 辖区
该街道辖有：东盛社区、五里亭居委会、丁严王居委会、廿里牌村、双桥村、火烧吴村、汤家店村、詹徐王村、诸中村、城东村、王家湖村、曲陶阮村、暨东村、里联村、黄徐村、东兴村、太和村、章金新村、高湖村、浦东新村、浣东新村、萝山新村、盛兆坞一村、盛兆坞二村、盛兆坞三村、李村一村、李村二村。